# Opération Libertad
Pour les articles homonymes, voir Libertad.
Pour plus de détails, voir Fiche technique et Distribution.
Opération Libertad est un film franco-suisse réalisé par Nicolas Wadimoff.
Le film est présenté à la Quinzaine des réalisateurs en 2012.

## Synopsis
En avril 1978, des anarchistes zurichois, pour renverser la dictature paraguayenne, prennent une banque en otage.

## Fiche technique
- Titre : Opération Libertad
- Réalisation : Nicolas Wadimoff
- Scénario : Jacob Berger, Nicolas Wadimoff
- Musique : Christof Steinmann
- Production :  Akka Films, Dschoint Ventschr Filmproduktion AG, Les Films d'Ici
- Producteur exécutif :
- Montage : Pauline Dairou, Karine Sudan
- Chef opérateur : Franck Rabel
- Pays d'origine :  Suisse,  France
- Langue : français
- Genre : historique[réf. nécessaire]
- Date de sortie : 
  -  France : 22 mai 2012 (Festival de Cannes)

## Distribution
- Antonio Buíl : Vilas
- Laurent Capelluto : Guy
- Stipe Erceg : Marko
- Jonathan Genet : Hugues
- Karine Guignard : Charly
- Natacha Koutchoumov : Virginie
- Erika Lillo : Carmen
- Nuno Lopes : Baltos
- Michael Neuenschwander : Burkhalter
- Antonio Buíl : Vilas

## Distinctions

### Prix
- Prix du cinéma suisse 2013 : Meilleur acteur dans un second rôle pour Antonio Buíl

### Nominations
- Prix du cinéma suisse 2013 : 
  - Meilleur film
  - Meilleur scénario

### Sélection
- Festival de Cannes 2012 : Quinzaine des réalisateurs